# Königreich Böhmen
Das Königreich Böhmen (tschechisch České království, lateinisch Regnum Bohemiae) war eine Monarchie auf dem heute tschechischen Gebiet der historischen Region Böhmen in Mitteleuropa. Es war von seiner Gründung bis 1806 ein Teil des Heiligen Römischen Reiches und bildete das Kerngebiet der ihm zugehörigen Krone Böhmen. Diese Länder bildeten ab 1526 den nordwestlichen Teil der Habsburgermonarchie und hatten Prag als königliche Hauptstadt.
Das Königreich entstand im Jahr 1198, als die böhmischen Herrscher aus dem Geschlecht der Přemysliden die Königswürde erlangten. Im 14. Jahrhundert erlebte es unter dem Haus Luxemburg eine Blütezeit, auf welche die Hussitenkriege folgten. Nach dem Ende der Regentschaft der Jagiellonen konnten sich im Jahr 1526 die Habsburger dauerhaft die Krone Böhmen sichern. 1804 wurde Böhmen im Kaisertum Österreich zu einem Kronland erhoben, das wie schon zuvor von der Dynastie des Hauses Habsburg regiert wurde. Am Ende des Ersten Weltkriegs und dem darauffolgenden Zerfall Österreich-Ungarns ging das Gebiet am 31. Oktober 1918 in der neu gegründeten Tschechoslowakei auf.

## Geschichte

### Entstehung des Königtums
Das Böhmische Königreich entstand aus dem Herzogtum Böhmen. 1085 ließ sich Vratislav II. zum ersten König krönen. Das Königreich wurde aber erst formal durch Ottokar I. Přemysl, der die Krone Böhmen für erblich erklärt hatte, im Jahr 1198 gegründet. Das Geschlecht der Přemysliden herrschte über 200 Jahre (bis 1306) über Böhmen. Unter den verschiedenen Monarchen der Dynastie erwarb die Monarchie zeitweilig Gebiete in Österreich, Slowenien und Norditalien und reichte bis an die Adria. Durch den Machtzuwachs wurde dem Königreich innerhalb des Heiligen Römischen Reiches Deutscher Nation eine Sonderstellung zuerkannt.
Gegenüber der vorherigen Fürstenwürde, die erheblich auf der Anerkennung durch die Großen des Landes beruhte, wurde das böhmische Königtum stärker christlich-spirituell aufgeladen. Die Wahl durch Gott und die Verehrung der Nationalheiligen Wenzel und Adalbert von Prag (Vojtěch) spielten dabei zentrale Rollen. 1216 fand die letzte Inthronisation auf dem steinernen Herzogsstuhl statt, die im Herzogtum der wichtigste Akt zur Herrschaftslegitimierung gewesen war. Von 1228 an übernahm die Krönung durch Bischöfe nach westeuropäischem Vorbild diese Funktion. Auch die Herrschaft innerhalb des Hauses der Přemysliden und damit die Anwartschaft auf die Herrschaft in Böhmen wandelte sich: An die Stelle der Anerkennung durch die Großen trat 1055 das von Břetislav I. durchgesetzte Senioratsprinzip und unter Ottokar I. Přemysl Anfang des 13. Jahrhunderts die Primogenitur. Hergebrachte Aushandlungsprozesse zwischen den Großen und dem Königtum (unter dem Begriff mir – Frieden – zusammengefasst) wurden durch niedergeschriebene Gesetze und Vereinbarungen ersetzt. Insbesondere in den Krisen der přemyslidischen Spätphase im ausgehenden 13. und anbrechenden 14. Jahrhundert traten die Großen aber erneut als Machtzentrum hervor, das das Königreich zusammenhielt. In der „Goldenen Bulle von Sizilien“ von 1212  bestätigte Friedrich II. für Herzog  Ottokar I. den Königstitel der böhmischen Herrscher und dessen Erblichkeit. 1216 folgte mit der „Goldbulle von Ulm“ eine erneute Bestätigung.
Böhmen war eines der ersten europäischen Länder, in denen sich im Mittelalter ein „institutioneller Flächenstaat“ herausgebildet hat und ganz besondere, von der Person des Königs praktisch unabhängige Formen der Institutionalisierung in der Rechtsform der Länder der Böhmischen Krone fanden. In Prag residierte bereits seit dem 13. Jahrhundert ein Landesgericht, das Böhmische Landrecht (tschechisch zemský soud český), und hier tagte ein Landtag als oberste Behörde des Landes. In der Hauptstadt Böhmens wurde auch die Landtafel geführt, in der alle Angaben über adligen Grundbesitz eingetragen wurden.

### Mittelalter und Neuzeit

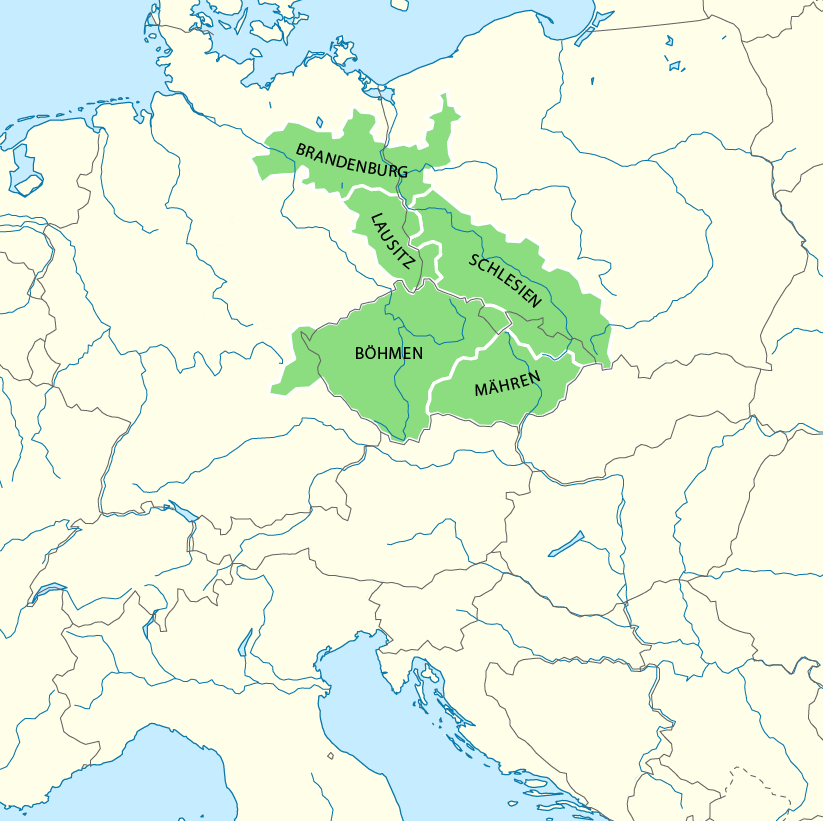
Länder der Böhmischen Krone unter Karl IV. (1316–1378)

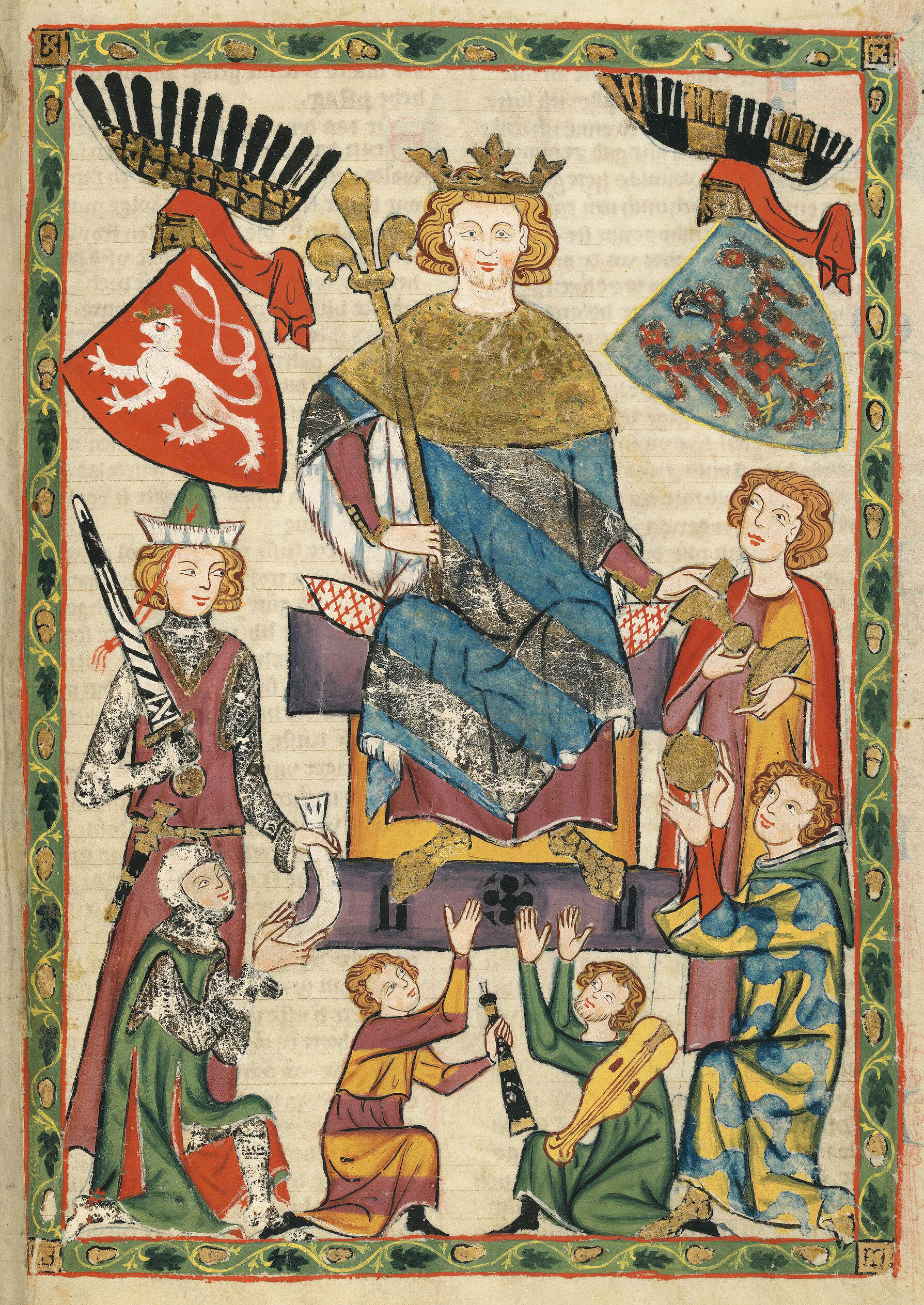
Porträt Wenzels II., König von Böhmen (Codex Manesse, 14. Jahrhundert)

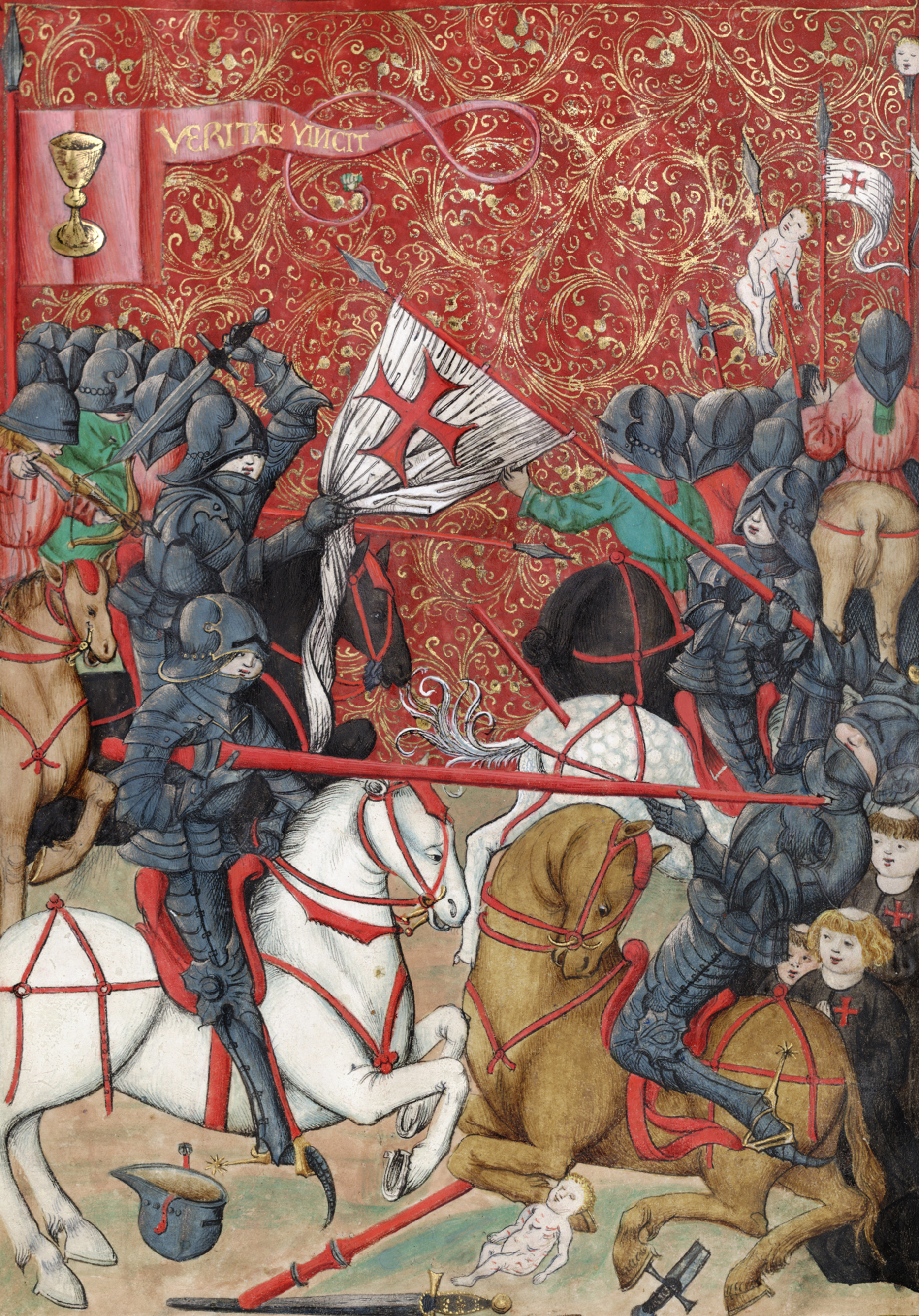
Reformatorische Hussiten kämpfen gegen katholische Kreuzritter (Jena Kodex, 15. Jahrhundert)

1310 übernahm das Haus Luxemburg die Macht. Böhmen entwickelte sich durch eine Politik der Modernisierung unter den Luxemburgern zu einer Großmacht. 1344 wurde Prag zum Erzbistum erhoben. Vor allem unter König Karl I. (tschechisch Karel I.), der von 1346 bis 1378 herrschte und gleichzeitig als Karl IV. römisch-deutscher Kaiser war, erlebte das Königreich Böhmen eine Zeit des Wohlstandes und Fortschritts. 1348 ließ er die nach ihm benannte Karls-Universität in Prag gründen. Es handelte sich um eine der ersten Universitäten weltweit. Unter Karl I./IV. wurde auch die königliche Hauptstadt Prag ausgebaut und entwickelte sich zu einer Weltstadt.
Während Karls I./IV. Herrschaft hatte Böhmen sich bis auf das Gebiet Brandenburgs und Schlesiens ausgedehnt. Nach seinem Tod im Jahr 1378 erstarkte auch die reformistische protestantische Bewegung der Hussiten. Die Hussiten strebten eine Reformation der gesamten katholischen Kirche an.
1415 wurde Jan Hus, geistlicher Führer der Bewegung und zeitweise Rektor der Karls-Universität, entgegen vorherigen Zusicherungen auf dem Konzil von Konstanz hingerichtet. 1420 brachen die religiös motivierten Hussitenkriege aus, in denen sich vielseitige gesellschaftliche Spannungen in Böhmen entluden. Dieser brutal geführte Bürgerkrieg dauerte bis 1436 und forderte Zehntausende Tote. 1466 brach ein katholischer Aufstand der Grünberger Allianz gegen den vom Papst abgesetzten Georg von Podiebrad im Land aus, in dessen Folge die polnischen Jagiellonen auf den böhmischen Königsthron gelangten.
1526 übernahm das Haus Habsburg nach dem Tod des jagiellonischen Königs Ludwig gemäß Erbvertrag die Herrschaft über das Königreich und seine Kronländer und gliederte es in die Habsburgermonarchie ein. Böhmen konnte dennoch eine gewisse Autonomie aufrechterhalten. Ferdinand II., wurde 1617 zum König gewählt und gekrönt. Wegen seiner Politik kam es 1618 kam zum Ständeaufstand des weitgehend protestantischen böhmischen Adels gegen das katholische Herrscherhaus. Böhmen sagte sich daraufhin 1619 mit seinen Ländern in der Böhmischen Konföderation vom Habsburgerreich los. Die neu gewonnene Unabhängigkeit währte aber nur kurz. Nach der Niederlage des böhmischen Ständeheers in der Schlacht am Weißen Berg 1620 wurde das Königreich wieder ins Reich eingegliedert, Ferdinand und seine Nachfolger unterdrückten rigoros jeglichen Widerstand in der Bevölkerung. Insbesondere im Dreißigjährigen Krieg sahen sich die Einwohner Böhmens zunehmender Repression ausgesetzt. Der Krieg verwüstete große Teile des Landes schwer und führte zu einem starken Bevölkerungsrückgang. Einzig das Herzogtum Friedland des Feldherrn Wallenstein blieb vom Krieg weitgehend verschont und nahm einen wirtschaftlichen Aufschwung.
Während der Herrschaft von Maria Theresia (1740–1780) im Zeitalter des aufgeklärten Absolutismus erfuhr Böhmen weitgehende Toleranz und das Verhältnis der Einwohner des Königreichs zum Herrscherhaus besserte sich wieder. Gleichzeitig wurde das Land durch den aufstrebenden nördlichen Nachbarn Preußen bedroht. Im Österreichischen Erbfolgekrieg besetzte die preußische Armee unter König Friedrich dem Großen 1740 Schlesien – damals immer noch ein Land Böhmens – und das Königreich musste Teile von Schlesien zusammen mit der Grafschaft Glatz im Frieden von Berlin 1742 abtreten, während Österreichisch-Schlesien als Kronland bei Böhmen verblieb. 1757 stießen während des Siebenjährigen Kriegs preußische Truppen sogar auf Prag vor und brachten den Österreichern in der Schlacht bei Prag eine Niederlage bei.

### Moderne

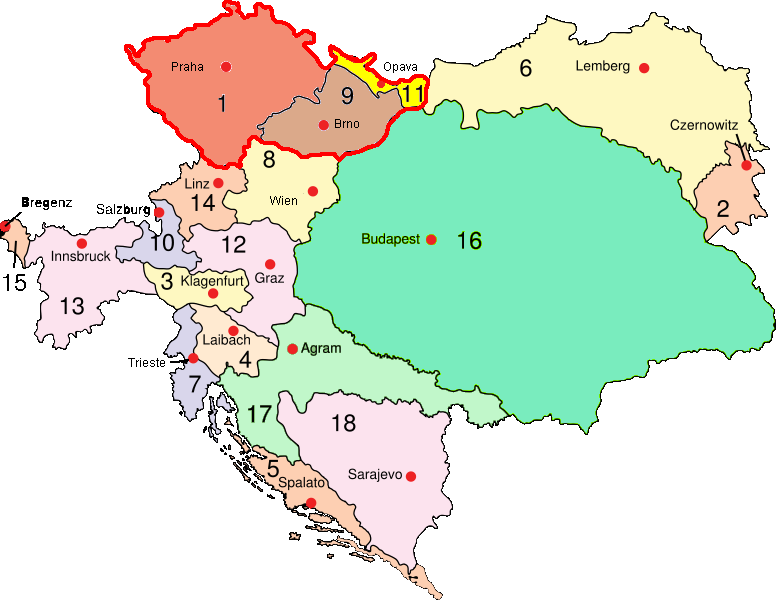
Böhmen und seine Länder (hervorgehoben) innerhalb Österreich-Ungarns, 1910

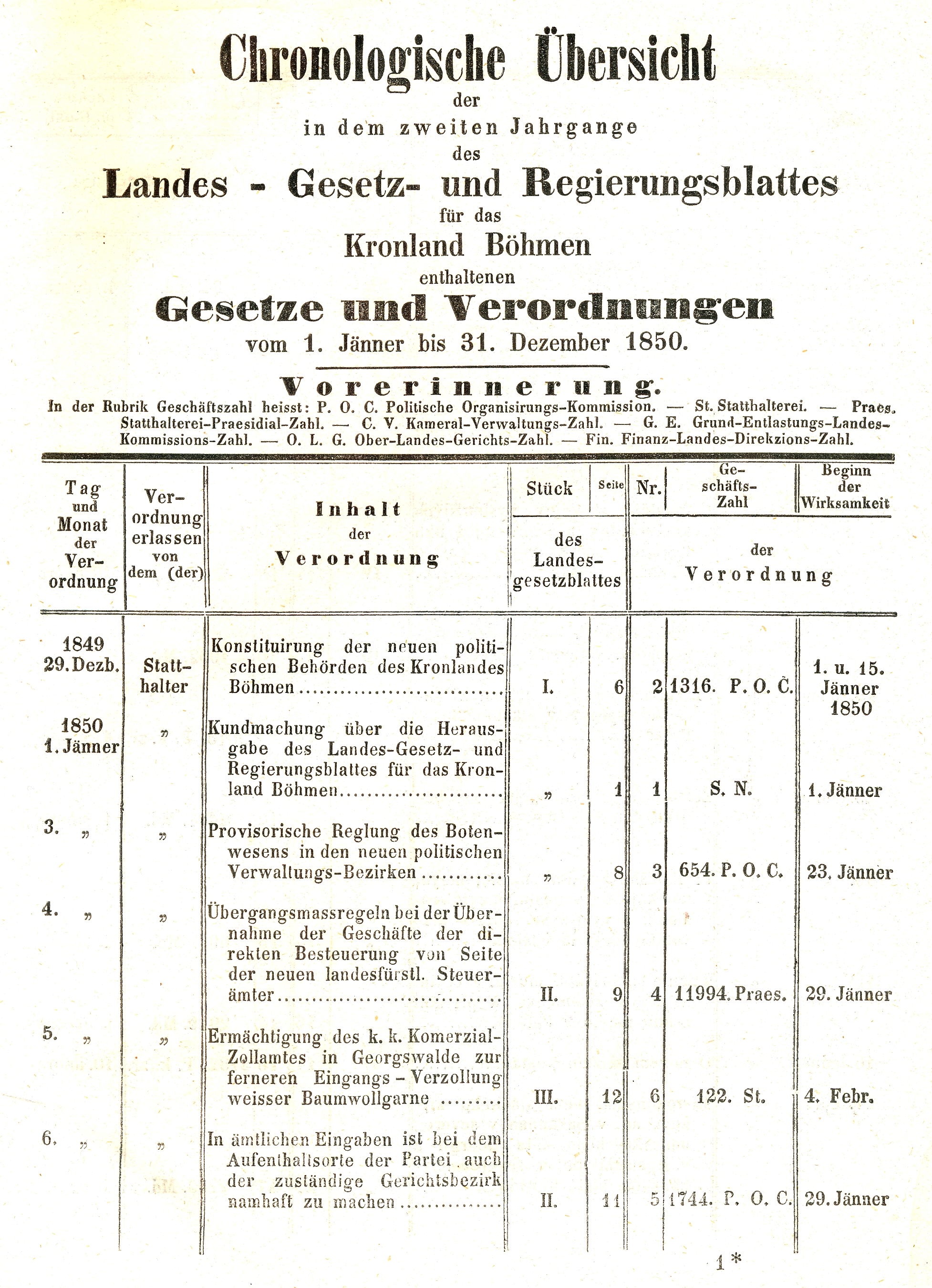
Gesetze und Verordnungen aus dem Jahre 1850 für das Kronland Böhmen (Auszug aus der chronologischen Übersicht)

Nach der Auflösung des Heiligen Römischen Reichs Deutscher Nation im Jahre 1806 wurde Böhmen Teil des Kaisertums Österreich. Durch die zentralistische Verwaltung entwickelten sich eine starke Opposition und ein wiederaufkommendes Nationalgefühl der Böhmen (Tschechen).
Während der Revolutionen von 1848 kam es zum Prager Pfingstaufstand. Diese Revolte wurde niedergeschlagen und es kam zu keinen grundlegenden Veränderungen in der Verwaltung. Die verschiedenen Revolutionen der Völker im österreichischen Kaiserreich und die aufeinanderfolgenden Niederlagen der Österreicher in den Italienischen Unabhängigkeitskriegen und im Deutschen Krieg 1866 gegen Preußen verlangten nach Reformen.
Nach der Gründung der teilweise föderalen österreichisch-ungarischen Monarchie 1867 wurde Böhmen ein teilautonomes Kronland innerhalb der österreichischen Reichshälfte. Der neu eingeführte Zusatz kaiserlich und königlich der Monarchie bezog sich auch auf die Böhmische Krone und sollte die Gleichrangigkeit des böhmischen Königreichs mit Ungarn demonstrieren.
Zur Zeit der Doppelmonarchie konnte Böhmen wieder zu einer gewissen inneren Selbständigkeit gelangen. Die Wiener Regierung ging durch neue Gesetze, die beispielsweise das Tschechische und Deutsche zu gleichberechtigten Amtssprachen machten, auf Prag zu, und man versuchte einen österreichisch-tschechischen Ausgleich zu erreichen. Kaiser und König Franz Joseph I. (tschechisch František Josef I.) lehnte es aber zeitlebens ab, sich zum König von Böhmen krönen zu lassen, da er von den Tschechen ähnliche Forderungen wie von den Magyaren befürchtete.
Dies konnte freilich nicht verhindert werden. Die psychologisch-politischen Folgen des österreichisch-ungarischen Ausgleichs waren tiefgreifend; die Reaktionen auf tschechischer Seite reichten von Enttäuschung bis hin zum Gefühl der Desavouierung der tschechischen Kaisertreue und Loyalität. Dies und der sich verschärfende Nationalitätenkonflikt zwischen den Deutschen und Tschechen bewirkten ein Erstarken des tschechischen Nationalismus. Um die Jahrhundertwende zeigte das Kronland bereits offen separatistische Tendenzen (siehe Jungtschechen). Es kam bei mehreren wichtigen Anlässen, wie Gedenktagen oder 1908, als Franz Joseph I. sein 60-Jahre-Jubiläum als Kaiser von Österreich beging, zu teilweise gewalttätigen Demonstrationen.
Im Ersten Weltkrieg kämpften die meisten Böhmen für die Monarchie, wobei es allerdings zu Massendesertionen an der Ostfront kam. Wegen Versorgungsengpässen und Hunger schwenkte die Stimmung ab 1916 jedoch um, was sich bei der Bildung einer republikanischen tschecho-slowakischen Exilregierung unter Tomáš Garrigue Masaryk und der Gründung der Tschechoslowakischen Legionen zeigte, die auf Seiten der Triple Entente gegen Österreich-Ungarn kämpften. Die verstärkte Anlehnung des Habsburgerreiches an das Deutsche Reich führte ebenfalls zu Unmut unter den tschechischen Untertanen und kosteten die Monarchie die letzten Sympathien. Daran änderte auch der neue Kaiser und König Karl I./III. (tschechisch Karel III.) mit seinem Völkermanifest nichts mehr.

### Ende des Königreichs Böhmen
Die Niederlage des österreichisch-ungarischen Heeres 1918 und das Ende Österreich-Ungarns am 31. Oktober besiegelten auch das Ende des Kronlandes. Am 31. Oktober 1918, drei Tage nach der Unabhängigkeitserklärung der Tschechoslowakei am 28. Oktober, wurde das Königreich Böhmen, gegen den Widerstand der deutschen Minderheit, offiziell in die neue Tschechoslowakische Republik eingegliedert. Zuvor hatten bereits tschechische Beamte friedlich die Macht im Königreich übernommen und im November 1918 die böhmische Monarchie für abgeschafft erklärt.
Als Verwaltungseinheit bestand Böhmen als eine Region noch bis zum Ende des Zweiten Weltkriegs. Heute bildet das ehemalige Königreich nur noch eine historische geographische Region Tschechiens.

## Politik und Verwaltung

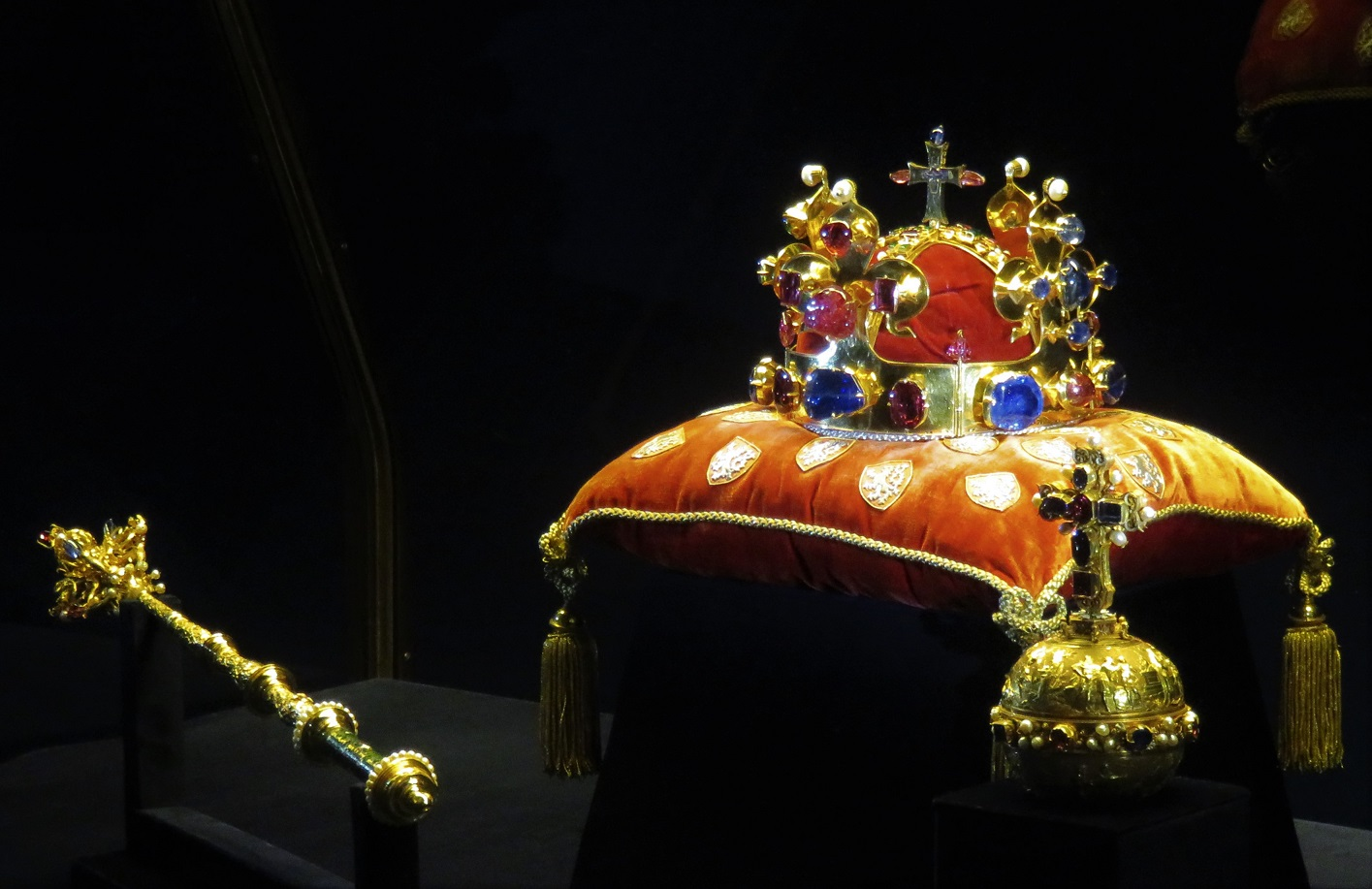
Die böhmischen Kronjuwelen

Das Königreich Böhmen war seit seiner Gründung ein Teil des Heiligen Römischen Reiches. Der König war als einer der sieben, später neun Kurfürsten einer der ranghöchsten Reichsfürsten, denen seit dem 13. Jahrhundert das alleinige Recht zur Wahl des römisch-deutschen Königs zustand, welcher traditionell den Anspruch auf Krönung zum römisch-deutschen Kaiser durch den Papst hatte. Der Herrschaftsbereich der böhmischen Könige umfasste über das eigentliche Königreich hinaus die angeschlossenen Länder der Böhmischen Krone, die sogenannten Nebenländer.
Die Landesvertretung, der böhmische Landtag, gehörte zu den ältesten in Mitteleuropa und verabschiedete bereits 1500 mit der Vladislavschen Landesordnung die erste Verfassung des Königreiches. Im Landtag führten um 1500 nur 30 Familien des Böhmischen Herrenstandes die Geschicke des Landes. Sie bildeten, neben dem landbesitzenden Ritterstand, die Oberschicht des böhmischen Adels und unterstanden einer privilegierten Gerichtsbarkeit, genossen persönliche Steuerfreiheit und anderes. Diese kleine Gruppe führender Familien hatte eine staatsrechtliche Stellung, die weit über die des Adels in anderen Ländern hinausging. Innerer Zwist entstand aber durch die Hussitenkriege und die gegenreformatorischen Maßnahmen von Ferdinand II., die schließlich zum Ständeaufstand von 1618 führten. Nach dessen Niederschlagung entmachtete Ferdinand II. den Adel durch die Verneuerte Landesordnung vom 10. Mai 1627. Zahlreiche protestantische Großgrundbesitzer waren als Exulanten zur Auswanderung gezwungen, ihre Ländereien wurden meist von landfremden kaisertreuen Heerführern und Staatsmännern, teils aus Österreich stammend, übernommen, während die im Land gebliebenen Adligen und Bürger einer scharfen Gegenreformation mit Unterstützung der Jesuiten unterzogen wurden. Die neue Verfassung sicherte die absolutistische Königsherrschaft ab. Die bisher zumindest nominelle Wahlmonarchie, vergleichbar dem Königreich Polen, wurde endgültig zu einer Erbmonarchie und Böhmen dadurch zu einem Teil der Erblande des Hauses Habsburg.
Die Institutionen wurden ab 1848 demokratisiert. Am 30. Dezember 1849 wurde die erste moderne Landesverfassung für Böhmen erlassen. Sie wurde 1851 wieder aufgehoben und mit deren Wiedereinsetzung durch das Februarpatent 1861 zur Grundlage der neuen konstitutionellen Monarchie.
Das Königreich bildete seit 1804 ein Kronland des Kaisertums Österreich. 1867 wurde Böhmen zu einem Kronland der österreichischen Reichshälfte der Doppelmonarchie Österreich-Ungarn und hatte als teilsouveräner Gliederstaat mit einem gewählten Landtag mit 242 Abgeordneten das Recht, Abgeordnete in den Reichsrat nach Wien zu entsenden. Als Vorsitzender des Landtages waltete der vom Kaiser ernannte Oberstlandmarschall, der auch dem Landesausschuss vorstand, einer Behörde, welche aus acht Landtagsabgeordneten gebildet wurde und das Vollzugs- und Repräsentationsorgan des Landes war. Die politische Verwaltung übten die k. k. Statthalterei mit dem Sitz in Prag und die ihr unterstehenden 102 Bezirkshauptmannschaften und 2 Kommunalämter (Städte mit eigenem Statut) aus.

### Verwaltungsgliederung

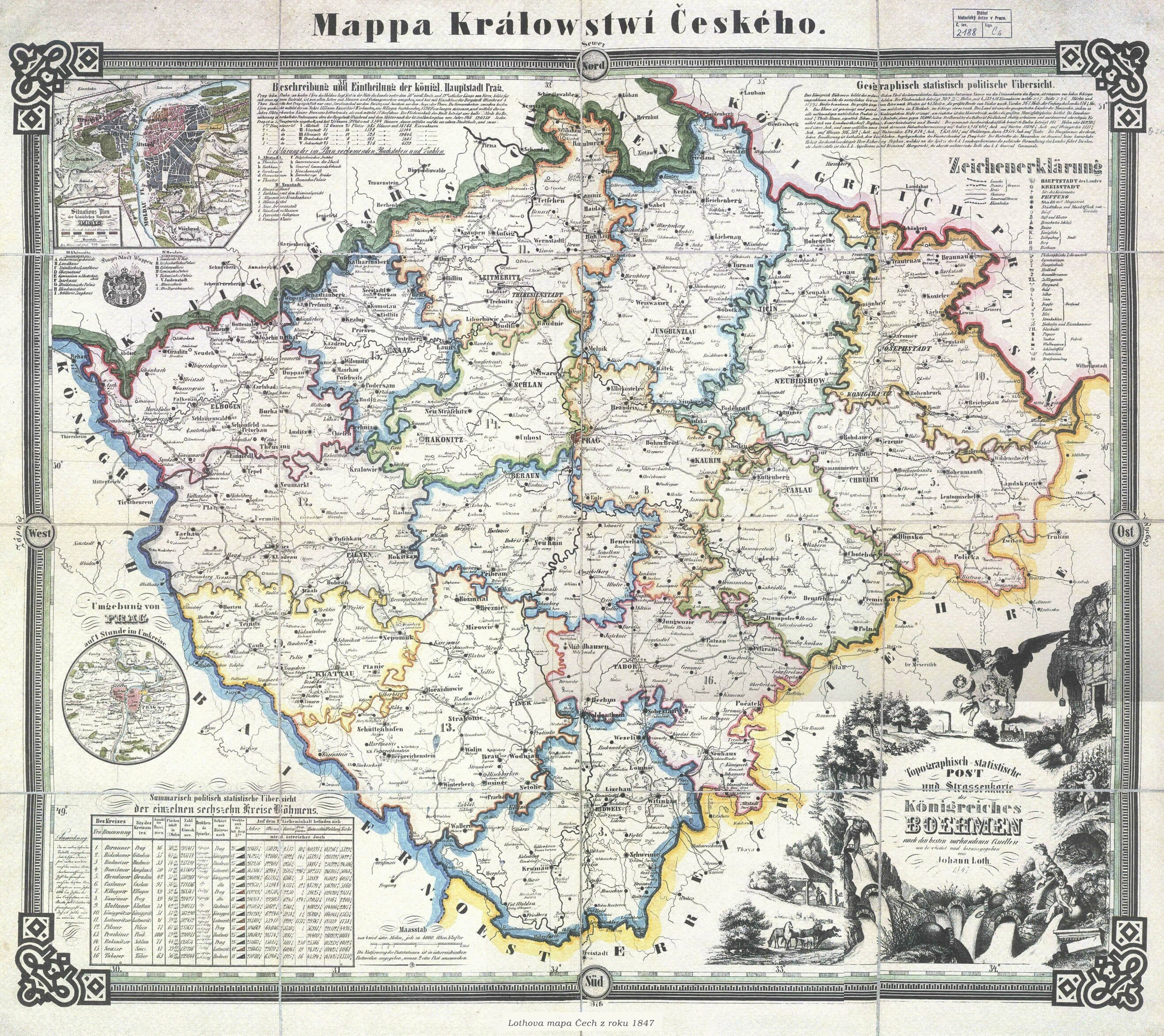
16 Kreise Böhmens, 1847

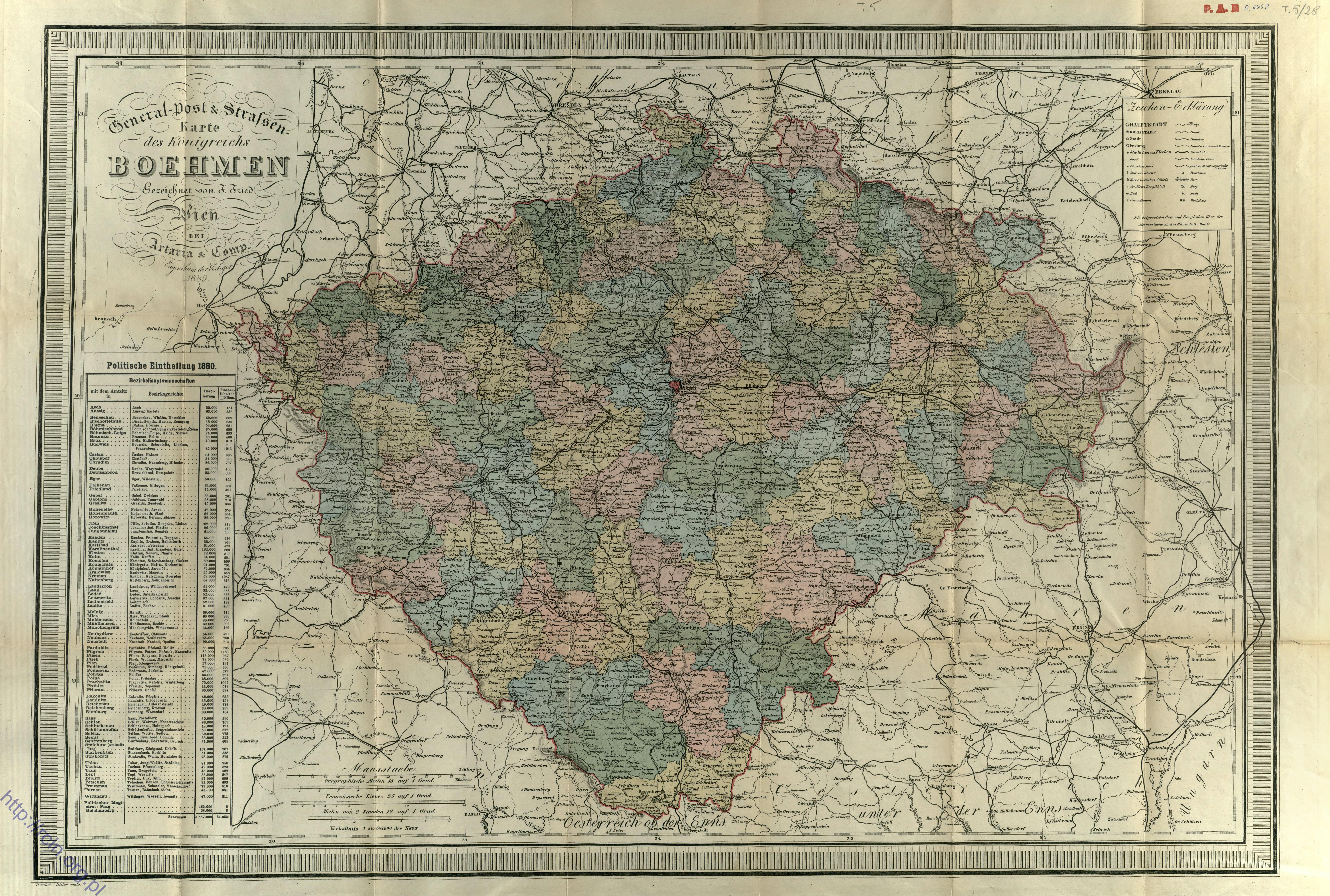
Bezirke Böhmens, 1889

Das Königreich Böhmen war als Kronland eine Verwaltungseinheit des Gesamtstaates des Habsburgerreiches.
Das Königreich Böhmen gliederte sich ab 1867 in 104 politische Bezirke und 229 Gerichtsbezirke. Zuvor war Böhmen seit dem 14. Jahrhundert in sieben bis 16 größere Kreise (tschechisch Kraj) unterteilt.

### Herrscher
Die Herrscher Böhmens trugen den Titel König von Böhmen. Insgesamt gab es 37 Könige. Die meisten stammten aus dem Haus Habsburg beziehungsweise Habsburg-Lothringen und waren meist in Personalunion auch die Markgrafen von Mähren und Herzöge von Schlesien.

### Amtssprachen im Königreich Böhmen
Zu Beginn des Königreichs Böhmens war Latein die Sprache der Herrschenden. Nachdem die Deutschen im 13. Jahrhundert einwanderten und einige Gebiete des Landes besiedelten, verbreitete sich Deutsch auch in vielen Städten als Verwaltungssprache. Die tschechische Sprache (bis zum 19. Jahrhundert böhmische Sprache genannt) war zeitweise, bis 1627 (nach der Niederschlagung des Böhmischen Aufstands), die Hauptsprache des Parlaments und des Adels. Deutsch wurde dann formell dem Tschechischen gleichgestellt und war bis zur Nationalen Wiedergeburt der Tschechen (im 19. Jahrhundert) Sprache des Böhmischen Landtags.

## Wirtschaft

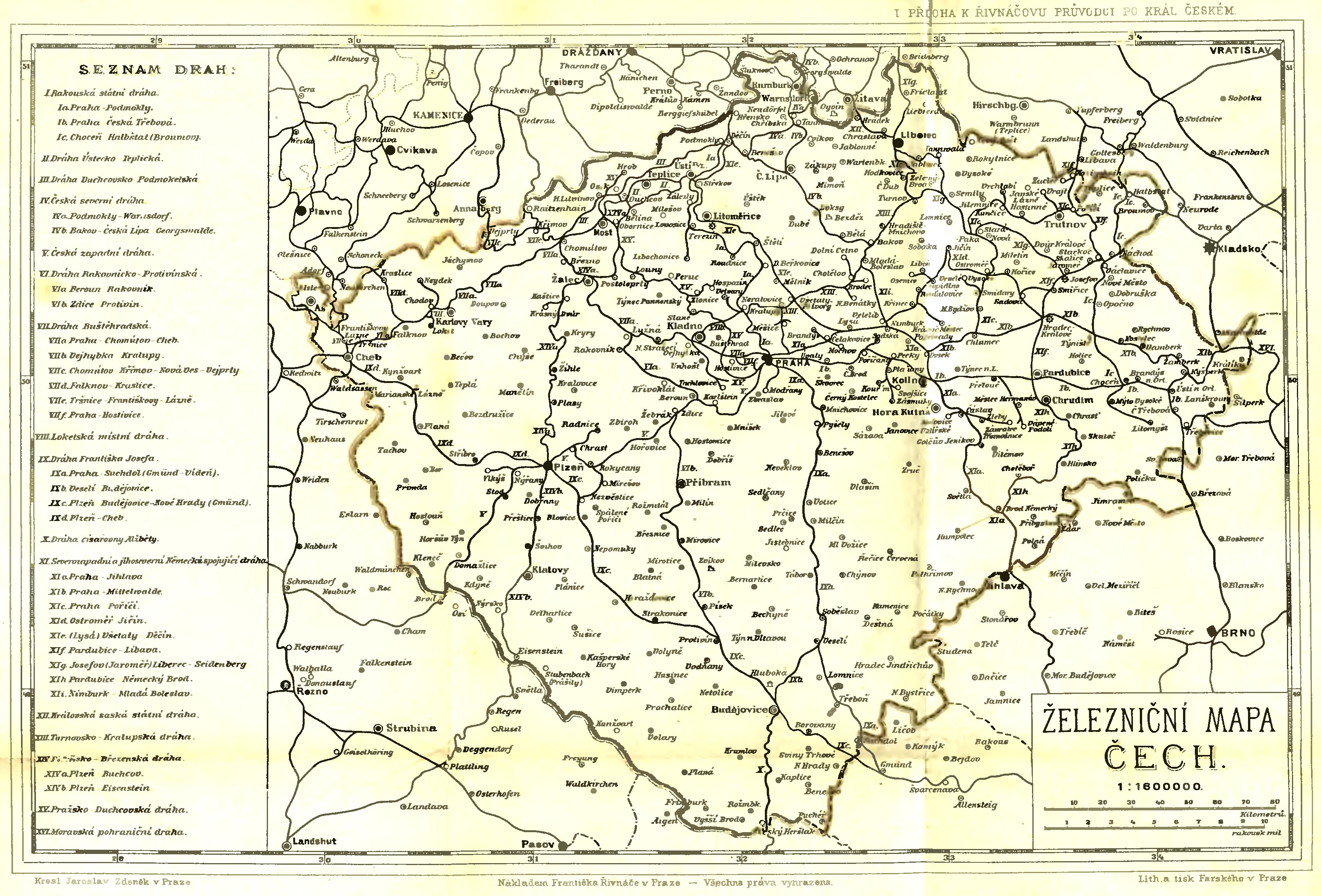
Eisenbahnnetz in Böhmen, 1883

Das Königreich Böhmen bildete seit 1526 eine wichtige wirtschaftliche und finanzielle Stütze des Habsburgerreiches. Zuerst vor allem landwirtschaftlich.
Im Zuge der Industrialisierung wurden Böhmen und seine Länder zum Zugpferd des wirtschaftlichen Aufschwungs der österreichisch-ungarischen Monarchie. Das Königreich entwickelte sich zum Industriestaat. Böhmen nahm mit Niederösterreich den obersten Rang in ganz Österreich ein und gehörte zu den ersten Industrieländern Europas. 1890 zählte Böhmen 130.806 Industrie- und 94.367 Handelsgewerbe. Unter den ersteren befanden sich 3769 Fabriken mit einer motorischen Kraft von 185.407 Pferdekräften und 353.684 Arbeitern.
Die Landwirtschaft und Industrie waren die Hauptbeschäftigungen der Bewohner. Lediglich drei Prozent des Territoriums Böhmens waren landwirtschaftlich unproduktiv. Auf die restlichen 97 % entfielen über 50 % auf Ackerland, 11 % Wiesen und Gärten, 5 % Weiden, 29 % Wald und der Rest hauptsächlich auf Teiche und Flüsse. Die Ernte belief sich 1900 auf folgende, im bedeutenden Maß erwirtschaftete, Erzeugnisse: Weizen, Roggen, Gerste, Hafer, Hülsenfrüchte, Raps, Mohn, Flachs, Zichorie, Kartoffeln, Zuckerrüben, Futterrüben, Kraut, Kleeheu, Grasheu, Hopfen (hauptsächlich bei Saaz und Auscha), Wein und Obst (insbesondere Äpfel und Pflaumen). Der Viehstand belief sich Ende 1900 auf 229.564 Pferde, 2.258.338 Rinder, 228.307 Schafe, 688.822 Schweine und 316.834 Ziegen, Bienen (1900: 199.604 Stöcke) und 7.445.330 Hühner und Gänse.
Die Waldungen umfassten 1910 1.507.325 Hektar, wovon der größte Teil (1.368.331 Hektar) auf Nadelholz entfiel. Etwa zwei Drittel waren Eigentum von tschechischen und deutschen Großgrundbesitzern und Adligen. Die Jagd lieferte in Böhmen große Ausbeute. 1896 wurden an Nutzwild 17.575 Stück großes und 346.877 Stück kleines Haarwild, dann 385.014 Stück Federwild, an Raubwild 15.784 Stück Haarwild und 43.404 Stück Federwild geschossen. Bedeutend war auch der Ertrag der Teichfischerei (insbesondere Karpfen).
An damals bekannten Rohstoffen verfügte das Königreich über bedeutende Mengen Silbererz und Silber in Příbram, Eisenerz in Krušná hora und Nučic, in Königshof und Kladno über Roheisen, Blei in Přibram, Zinn und Antimon in Tábor, Uran in Sankt Joachimsthal, Alaunschiefer und Graphit bei Krumau sowie Mineralfarben, Porzellanerde, feuerfester Ton, Edel- und Halbedelsteine und Werksteine etc. an verschiedenen Orten. Das wichtigste Bergwerksprodukt war die Kohle. 1901 wurde am meisten Steinkohle, gefolgt von Braunkohle, gefördert. Der Gesamtwert dieser Bergwerks- und Hüttenproduktion belief sich im gleichen Jahr auf 162.717.464 Kronen (50 % des Gesamtwertes für die österreichische Reichshälfte). Bei den 297 Bergbau- und 25 Hüttenunternehmungen waren im ganzen 70.124 Arbeiter beschäftigt.
Die wichtigste Industrie des Landes, die Metallindustrie, lieferte Schweiß- und Flußeisen sowie Flussstahl, Eisengusswaren, Eisendraht, Schwarz- und Weißblech, Stahlschienen und sonstiges Eisenbahnmaterial, Nägel und Drahtstifte, Drahtseile, eiserne Röhren, Kochgeschirre u. a., ferner Kupfer-, Blei- und Zinnwaren, Lampen, Gold- und Silberwaren. Die Maschinenfabriken (hauptsächlich in Prag und Umgebung, Reichenberg und Pilsen) lieferten besonders Dampfmaschinen und -Kessel, landwirtschaftliche Maschinen, dann Einrichtungen für Zuckerfabriken, Bierbrauereien, Mühlen etc. Eisenbahnwagen wurden in einer großen Fabrik bei Prag, musikalische Instrumente in Prag, Reichenberg, Königgrätz, Graslitz und Schönbach hergestellt. Die Glasindustrie, die sich im Königreich schon im 13. Jahrhundert von der Republik Venedig aus einbürgerte, umfasste 82 Glashütten, 41 Glasraffinerien und 95 fabrikmäßige Werkstätten für Glaskurzwaren und beschäftigte zusammen 13.869 Arbeiter. Neben zahlreichen hausindustriellen Betrieben für die Kristallglasraffinerie in Haida, für die Glaskurzwarenindustrie und Gürtlerei im Bezirk Gablonz gab es eine starke keramische Industrie. Bedeutend war auch die Porzellanindustrie, für welche 42 Fabriken, davon 22 bei Karlsbad, bestanden. Von großer Relevanz war in Böhmen ferner die Textilindustrie. Die Tuchfabrikation war am stärksten in Reichenberg, die Kammgarnweberei in Aussig, Asch, Böhmisch Aicha etc., die Leinenindustrie in der Gegend von Trautenau, Hohenelbe und Georgswalde vertreten.
Auch umfangreich war die Lebensmittelindustrie, zu der die Rübenzuckerindustrie, insbesondere in der Ebene der mittleren Elbe, gehörte. Im Jahre 1899/1900 bestanden 138 Fabriken mit 46.697 beschäftigten Arbeitern und einer Produktion von 5 Millionen metrische Zentner Zucker (d. h. ca. 61 % der Gesamterzeugung Cisleithanien). Es bestanden ferner 649 Bierbrauereien, die 9.228.362 hl Bier erzeugten. Am bekanntesten ist bis heute das Pilsner Bier. Zusätzlich gab es eine bedeutende Spiritusindustrie (251 Brennereien mit einer Produktion von 399.000 hl), die Malz- und Presshefenerzeugung, die Schokoladen- und Kanditenfabrikation, die Kaffeesurrogaterzeugung, die Likör- und Essigproduktion und das Mühlengewerbe. Andere Industriezweige waren noch die Fabrikation von Papier (65 Betriebe mit 66 Papiermaschinen), von Leder, Schuhwaren, Handschuhen, Hüten, Knöpfen, Kinderspielzeug, Tinte, Bleistiften, chemischen Produkten (insbesondere bei Aussig, Kralup, Prag), Öl, Seifen und Kerzen, raffiniertem Petroleum, Sprengpulver, Zündhütchen und Patronen, Zündhölzern, Tabak und Zigarren (7 Fabriken mit 8791 Arbeitern), eine Buch- und Steindruckerei in Prag und die Herstellung von Fotoapparaten und Fotografievorlagen.
Einen weiteren wichtigsten Wirtschaftssektor bildete der Handel, dessen Mittelpunkt Prag war.
Das böhmische Verkehrsnetz profitierte von der Lage des Landes zwischen dem Deutschen Reich und dem Rest Österreich-Ungarns. Das Eisenbahnnetz hatte Ende 1900 eine Ausdehnung von 5927 km erreicht und war das dichteste in der ganzen Monarchie. An Straßen besaß Böhmen im gleichen Zeitraum 29.162 km (davon 4294 km Reichsstraßen). An Wasserstraßen waren nur Elbe und Moldau von Bedeutung. Dem Post- und Telegraphenverkehr dienten 1489 Post- und 796 Telegraphenanstalten. Für die Bedürfnisse des Geld- und Kreditverkehrs sorgten die Börse in Prag, elf selbständige Banken, 47 Filialen anderer Banken, 1846 Erwerbs- und Wirtschaftsgenossenschaften und 200 Sparkassen mit einem Einlagestand von 1167 Millionen Kronen.

## Demografie

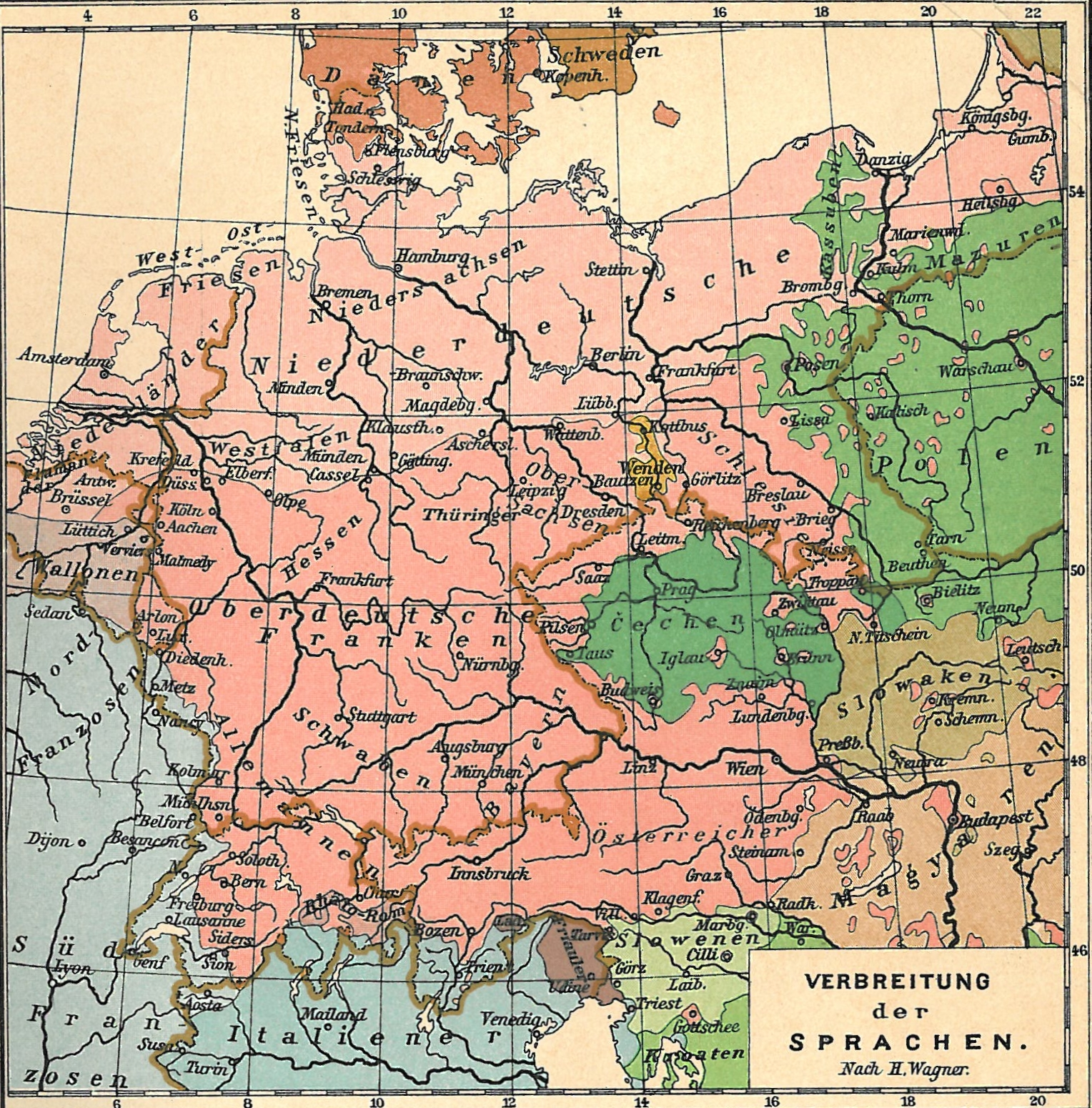
Sprachverteilung in Mitteleuropa, 1906

Böhmen nahm in Bezug auf die Einwohnerzahl unter den Ländern Cisleithaniens die zweite Stelle (nach dem Königreich Galizien und Lodomerien) und in Bezug auf die Bevölkerungsdichte die dritte (nach dem Erzherzogtum Österreich unter der Enns und dem Herzogtum Ober- und Niederschlesien) ein. Das Königreich war am Ende des Dreißigjährigen Krieges von kaum 800.000 Menschen bewohnt. Danach setzte ein langsames Bevölkerungswachstum ein. Die Vermehrung betrug in der Periode 1857–1880 jährlich 0,74, 1880–1890 jährlich 0,52 und 1890–1900 jährlich 0,81 Prozent. 1900 kamen auf 1000 Bewohner 8 Trauungen, 35 Lebendgeborene und 24 Sterbefälle. Auf 1000 Geburten kamen 132 Uneheliche und 34 Totgeborene. Die Bevölkerungsdichte betrug 1900 122 Bewohner pro km². Am dichtesten waren die nördlichen, an das Deutsche Kaiserreich grenzenden, am dünnsten die südlichen Bezirke in der Nähe von Wien bevölkert. Die Bevölkerung Böhmens verteilte sich 1900 in 7415 Gemeinden und 12.846 Ortschaften mit 772.552 Häusern. Die Bevölkerungsentwicklung betrug:
| Jahr      | 1772      | 1857      | 1880      | 1890      | 1900      | 1910      |
| Einwohner | 2.314.795 | 4.705.527 | 5.560.819 | 5.843.094 | 6.318.697 | 6.769.548 |

Der Sprache nach waren 37,3 % der Bevölkerung Deutsche, 62,7 % Tschechen. Letztere lebten im mittleren sowie den östlichen und südöstlichen Teil des Landes, während die Deutschen vor allem die Grenzgebiete im Norden und Westen bewohnten. Außerdem bildeten die Deutschen zahlreiche Sprachinseln im tschechischen Gebiet in den Großstädten Budweis, Prag und deren Umgebung.
| Sprache                             | 1851                | 1880                | 1890                | 1900                | 1910                |
| ----------------------------------- | ------------------- | ------------------- | ------------------- | ------------------- | ------------------- |
| tschechisch, slowakisch             | 2.621.450 (59,77 %) | 3.470.252 (62,41 %) | 3.644.188 (62,37 %) | 3.930.093 (62,20 %) | 4.241.918 (62,66 %) |
| deutsch                             | 1.693.832 (38,62 %) | 2.054.174 (36,94 %) | 2.159.011 (36,95 %) | 2.337.013 (36,99 %) | 2.467.724 (36,45 %) |
| polnisch                            |                     | 1.303               | 498                 | 1.915               | 1.541               |
| ukrainisch (Ruthenisch)             |                     | 1.285               | 181                 | 1.313               | 1.062               |
| slowenisch                          |                     | 67                  | 63                  | 280                 | 292                 |
| serbokroatisch (Serbisch-kroatisch) |                     | 37                  | 11                  |                     | 190                 |
| italienisch                         |                     | 141                 | 113                 | 264                 | 136                 |
| ungarisch                           |                     | 0                   | 0                   |                     | 48                  |
| rumänisch                           |                     | 4                   | 0                   |                     | 33                  |

Dem religiösen Bekenntnis nach gehörten 1905 96 % der Bevölkerung dem Katholizismus an, 2,8 % evangelischen Konfessionen und 1,5 % dem Judentum. Der Rest verteilte sich auf kleinere Religionsgemeinschaften. Die religiöse Verteilung betrug (geordnet nach Strömungen) 1915:
| Religion                | Angehörige |
| ----------------------- | ---------- |
| römisch-katholisch      | 6.475.835  |
| griechisch-katholisch   | 1.691      |
| armenisch-katholisch    | 10         |
| altkatholisch           | 14.631     |
| griechisch-orientalisch | 824        |
| armenisch-orientalisch  | 10         |
| evangelisch (A.B.)      | 98.379     |
| evangelisch (H.B.)      | 78.562     |
| Herrnhuter              | 891        |
| Anglikaner              | 173        |
| Mennoniten              | 4          |
| Unitarier               | 20         |
| Lipowaner               | 9          |
| jüdisch                 | 85.826     |
| islamisch               | 14         |
| Andere Konfessionen     | 1.467      |
| konfessionslos          | 11.204     |

## Bildungswesen und Gesundheitssystem

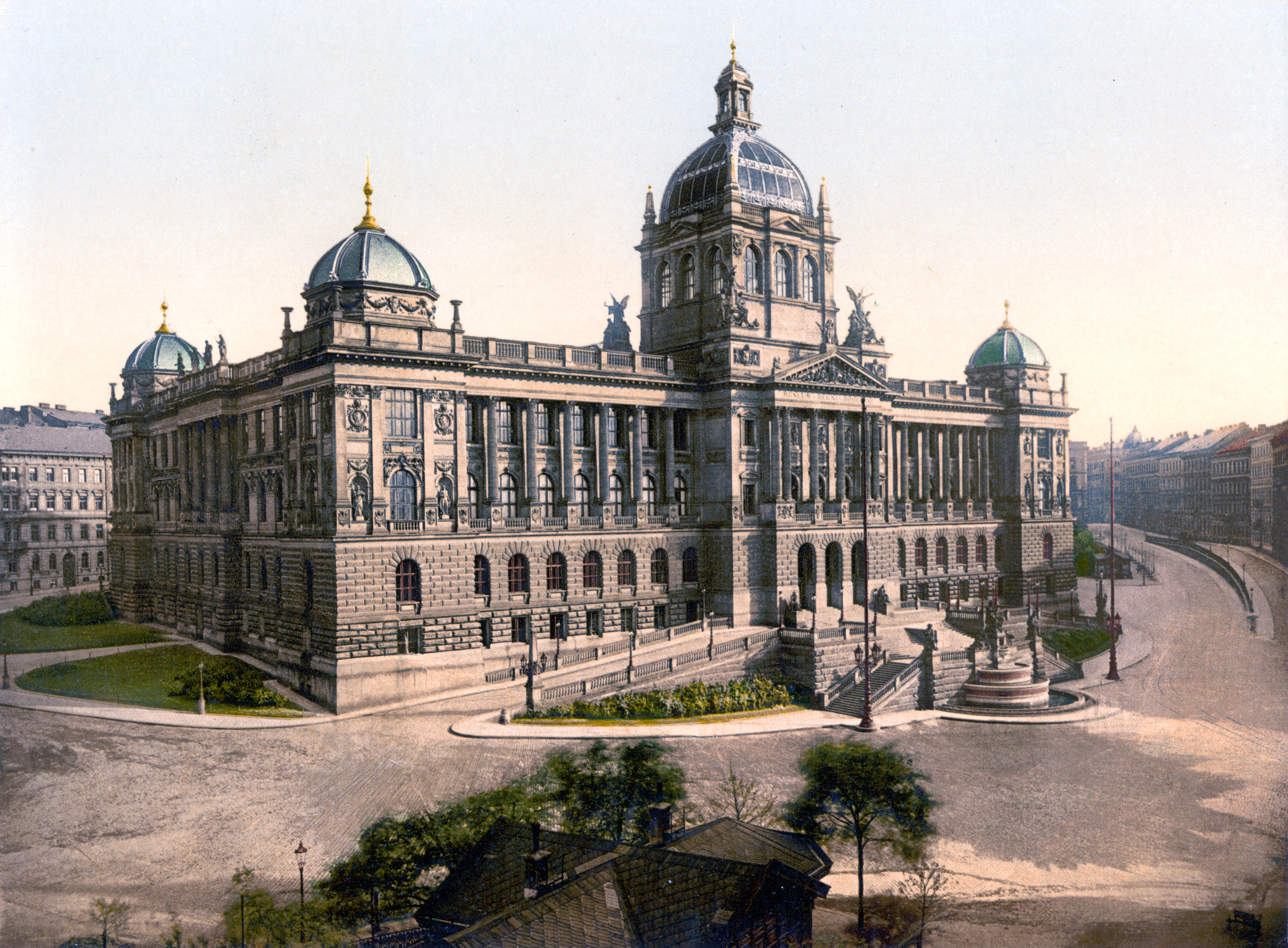
Das Nationalmuseum im Jahre 1900

Das Unterrichts- und Gesundheitssystem stand in Böhmen auf einem hohen Niveau innerhalb der Doppelmonarchie und zählte zu den fortschrittlichsten in ganz Europa zur damaligen Zeit.
1900 bestanden 5509 öffentliche Volks- und Bürgerschulen (2351 deutsche, 3158 tschechische) mit zusammen 24.640 Lehrern, 1.091.156 schulpflichtigen und (mit Einschluss der 230 Privatschulen) 1.093.948 schulbesuchenden Kindern. Gymnasien und Realgymnasien zählte das Land 1900 61 (27 mit deutscher, 33 mit tschechischer Unterrichtssprache), zusammen mit 1144 Lehrern und 14.477 Schülern, Realschulen 30 (12 mit deutscher und 18 mit tschechischer Unterrichtssprache), zusammen mit 643 Lehrern und 10.096 Schülern. Ferner bestanden 24 Lehrerbildungsanstalten im Königreich. Hochschulen waren die Karls-Universität in Prag (1348 gestiftet), von der 1882 eine besondere tschechische Universität abgetrennt wurde (die deutsche 1900 mit 189 Lehrern und 1321 Hörern, die tschechische mit 196 Lehrern und 3143 Hörern) und die Deutsche Technische Hochschule Prag und die Tschechische Technische Hochschule in Prag (erstere mit 49 Lehrern und 560 Hörern, letztere mit 86 Lehrern und 1179 Hörern). Fachschulen waren eine Bergakademie zu Příbram, eine Kunstakademie zu Prag, vier theologische Lehranstalten, fünf Mittelschulen für Landwirtschaft und zwei für Forstwirtschaft, 56 niedere landwirtschaftliche Schulen, 96 Handels- und 421 Gewerbeschulen, zwei Bergschulen, eine Hebammenschule, 270 Musik-, 134 weibliche Arbeitsschulen, 136 Kinderbewahranstalten, 224 Kindergärten (zusammen mit 39.441 Kindern) und 130 sonstige spezielle Lehr- und Erziehungsanstalten. Zur Förderung höherer Bildung wirkte auch das 1818 gestiftete Nationalmuseum und die tschechische Akademie des Kaisers Franz Joseph für Wissenschaften, gesprochenes Wort und Kunst.
Das Gesundheitssystem Böhmens zählte 1899 an Wohltätigkeitsanstalten 166 Krankenhäuser mit 9756 Betten und 104.460 behandelten Kranken im Jahr, sechs Irrenhäuser mit 6476 behandelten Kranken, eine Gebär- und Findelanstalt, vier Taubstummen- und zwei Blindeninstitute mit 421, beziehungsweise 213 Zöglingen, 15 Krippen, 50 Waisenhäuser und 518 Versorgungshäuser.

## Konfessionelle Geschichte

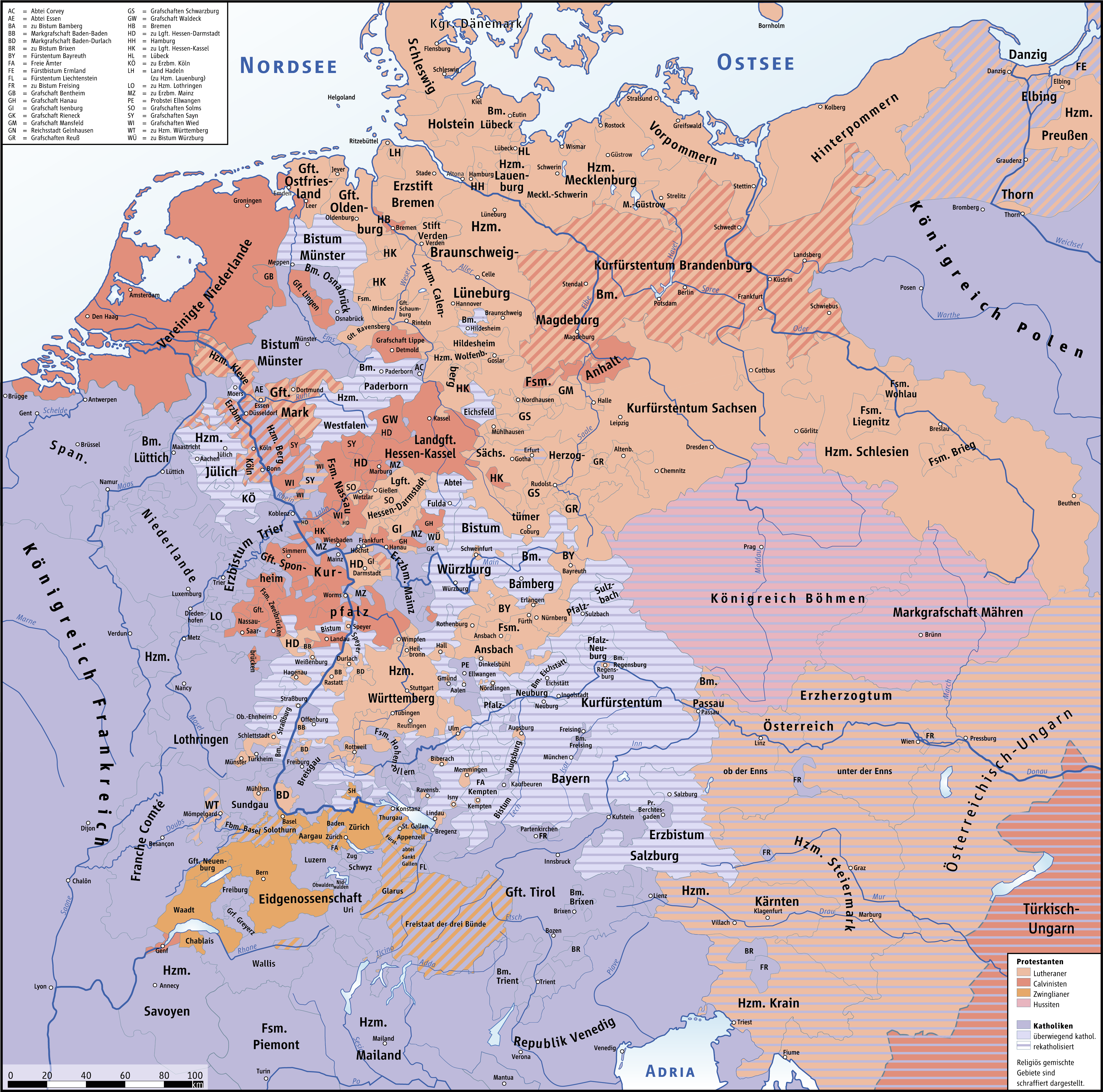
Karte der Konfessionen in Mitteleuropa 1618, in Rottönen die protestantischen und in Blautönen die katholischen Konfessionen

Das Königreich Böhmen war eines der mächtigsten Territorien des Heiligen Römischen Reiches und erlebte einen Machtzuwachs unter Dynastien der Přemysliden und der Luxemburger. Da die böhmischen Könige ab 1346 auch römisch-deutsche Könige waren, gewann das Königreich am Ansehen und nahm eine vorteilhafte Stellung innerhalb der europäischen römisch-katholischen Kirche.
Die Verbrennung des Theologen und Reformators Jan Hus am 6. Juli 1415 löste im Königreich heftige Proteste aus. Seitdem haben sich verschiedene reformatorische beziehungsweise revolutionäre Bewegungen im Königreich gebildet, die sich gegen die römisch-katholische Kirche richteten. Diese neuen Bewegungen wurden unter Katholiken kollektiv als Hussiten bekannt. Historisch hatten die Hussiten eine Hochburg im Königreich Böhmen, aber im Laufe des 15. Jahrhunderts konnte sich die Bewegung zeitweilig (oft durch militärische Mittel) bis ins Pommerellen, in die Oberpfalz, nach Südpolen, in die Slowakei und nach Ungarn ausbreiten. Infolge der Auseinandersetzungen mit der römisch-katholischen Kirche und auch innerhalb dieser uneinheitlichen Bewegung (insbesondere zwischen Radikalen und Gemäßigten) kam es in den Jahren 1419–1434 zu den Hussitenkriegen. Die Unordnung im Land begann mit dem ersten Prager Fenstersturz und war Anlass für Bildung weiterer Häresien wie z. B. Pikarden/Neu-Adamiten. Die Hussitenkriege endeten mit einem katholisch-utraquistischen Sieg, aber eine religiöse Stabilität konnte das Königreich vor 1485 tatsächlich nicht erreichen.
Der traditionelle Utraquismus war seit 1436 durch Basler Kompaktaten in Königreich Böhmen erst rechtlich anerkannt. Die hussitischen Utraquisten bildeten eine große Mehrheit (etwa 85 %) aller Christen im Königreich, besonders unter der Bevölkerung und einigem Adel. Der Rest (etwa 15 %) war zumeist eine große Minderheit der Katholiken, viele davon waren Mitglieder des böhmischen Adels. Im Jahr 1457 hatte sich die protestantische Kleinstgruppe der Böhmischen Brüder von den utraquistischen Hussiten abgespaltet. 1458 bis 1471 regierte in Böhmen der erste nichtkatholische König Europas, der Utraquist Georg von Podiebrad. Der Glaube des neuen Königs verursachte weitreichende diplomatische Empörung im katholischen Europa und führte zum Krieg mit dem ungarischen König Matthias Corvinus, der von 1468 bis 1479 dauerte und mit dem Frieden von Olmütz endete. Die böhmischen Kronländer (insbesondere Mähren und Schlesien) wurden erobert und erneut zum Katholizismus gebracht. Das Königreich selbst wurde nicht erobert. 1485 wurden die Basler Kompaktaten in Kutná Hora durch die böhmischen Stände im Kuttenberger Religionsfrieden bestätigt. Die Vladislavsche Landesordnung von 1500 führte keine Rechtbeschränkungen für die Hussiten ein. Der böhmische Landtag von 1512 verlängerte diese Vereinbarung auf „ewige Zeiten“.
Ab 1520 gewann im Königreich die lutherische Reformation zunehmend am Einfluss. Das Luthertum hatte sich besonders unter Deutschböhmen verbreitet. Ab 1525 gründeten sich auch verschiedene Täufergemeinden. 1575 entstand im Auftrag der nichtkatholischen Länder der Böhmischen Krone die durch hussitische Neuutraquisten und Lutheraner verfasste Confessio Bohemica. Der Calvinismus erreichte das Königreich Böhmen spät in der zweiten Hälfte des 16. Jahrhunderts. Wegen der konfessionellen Vielfalt des böhmischen Protestantismus gelang die Bildung einer Landeskirche nicht. Die protestantischen Glaubensrichtungen erlangten mit dem Majestätsbrief von 1609 ihre Anerkennung als erlaubte Konfessionen.
Im Jahr 1618 brach mit dem zweiten Prager Fenstersturz der Dreißigjährige Krieg aus. Im Jahr 1619 vereinigte sich das Königreich mit anderen böhmischen Kronländern (darunter dem katholisch-hussitischen Mähren, dem lutherischen Schlesien, der katholisch-lutherischen Oberlausitz und der lutherischen Niederlausitz) zur Böhmischen Konföderation. Unter dem calvinistischen König Friedrich V. von der Pfalz erklärte die Konföderation den Protestantismus faktisch zur Staatsreligion.
Nach der Schlacht am Weißen Berge 1620 wurde die große Mehrheit der Hussiten und anderen Protestanten schließlich mit Gewalt zum Katholizismus zurückgeführt, vertrieben oder flüchtete in die verbliebenen protestantischen Länder. Das Königreich war nun fast ausschließlich römisch-katholisch mit protestantischen Kleinstgemeinden, die eine Diskriminierung seitens der habsburgischen römisch-katholischen Obrigkeit erlitten. Die böhmische römisch-katholische Kirche war nun durch Kryptoprotestantismus langfristig geprägt. Ein anti-katholisches Sentiment führte im Jahr 1920 zur Abspaltung der Tschechoslowakischen Hussitischen Kirche von der römisch-katholischen Kirche und prägt die tschechische römisch-katholische Kirche bis heute.